# Automeris excreta
Automeris excreta är en fjärilsart som beskrevs av Max Wilhelm Karl Draudt 1929. Automeris excreta ingår i släktet Automeris och familjen påfågelsspinnare. Inga underarter finns listade i Catalogue of Life.